# Scenopinus limbunyai
Scenopinus limbunyai är en tvåvingeart som beskrevs av Kelsey 1971. Scenopinus limbunyai ingår i släktet Scenopinus och familjen fönsterflugor. Inga underarter finns listade i Catalogue of Life.